# František Neuwirth
František Neuwirth, nebo také Neuwirt (26. srpna 1895, Malenovice u Zlína – 15. srpna 1957, Dobřív) byl český profesor stomatologie na Univerzitě Karlově.
Od roku 1922 byl asistentem zubní kliniky a asistentem Státního ústavu pro zubní lékařství. Zde se roku 1925 stal i přednostou. Po smrti Jana Jesenského vedl Pražskou stomatologickou kliniku.
Byl členem Československá akademie věd, lékařských společností a International Association for Dental Research (IADR), jejímž byl také čestným viceprezidentem (1939–1940) a jejíž Pražskou sekci v roce 1932 spoluzaložil. V roce 1953 ji ale byl donucen zlikvidovat. Po válce byl jmenován řádným profesorem a převzal II. zubní kliniku, kterou vedl až do své smrti.
Prokázal vysokou reparační schopnost zubní dřeně a reparaci povrchových defektů na zubech remineralizací ze slin. Publikoval např. histologické studie o sklovinné bláně a patohistologické o paradontu.
Byl dlouholetým redaktorem časopisu Zubní lékařství (později Československá stomatologie) a autorem téměř stovky prací uveřejněných v různých odborných časopisech, napsal čtyři učební texty a pět učebnic.

## Život
František se narodil 26. srpna 1895 v rodině lesmistra Neuwirtha v Malenovicích na Zlínsku. Rozhodl se pro lékařské povolání, stejně jako jeho starší bratr Karel (1893–1970), který se stal urologem.
Rodiče jim brzy zemřeli, ujal se jich strýc Liška, bratr jejich matky, mlynář a majitel pily v Dobřívě u Rokycan.
Jejich o něco starší sestra Růžena (1892–1971, Růžka, též Rosalie) trpěla tím, že se o bratry musela starat.
František začal, jako Karel, studia medicíny ve Vídni a po šestém semestru pokračoval v Praze.
Koncem války 1917–1918, kdy byl nedostatek chirurgů na příliv zraněných z c. k. bojišť, se angažoval jako sekundární lékař na chirurgickém oddělení nemocnice v Plzni. Po promoci 1918 (MUDr., v ten samý den jako starší bratr Karel) na interní klinice profesora Maixnera a po čtrnáctiměsíční vojenské službě v armádě na Podkarpatské Rusi se rozhodl pro zubní lékařství.

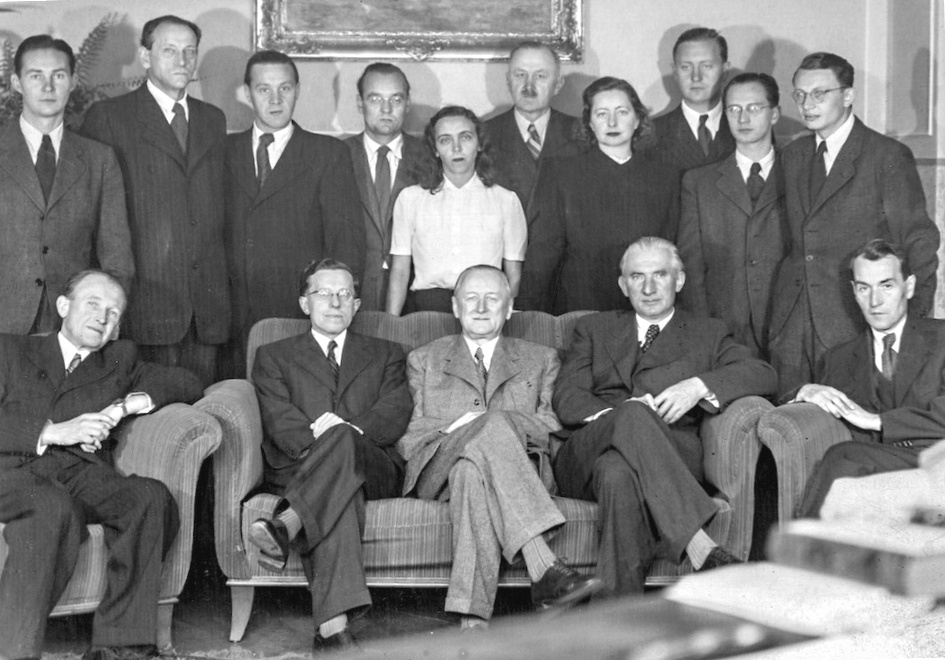
Státní stomatologický ústav, 40. léta (František Neuwirth, druhý sedící zprava)

Po ročním přípravném kurzu na klinice profesora Jesenského nastoupil na jeho klinice. Od dubna 1922 se současně stal i asistentem na nově vzniklém Státním ústavu pro zubní lékařství, který byl zřízen z podnětu Jesenského k postgraduálnímu vzdělávání lékařů ve stomatologii.
František Neuwirth si, jako řada moderních stomatologů, doplnil specializaci v chirurgii, na chirurgické klinice profesora Kukuly. V roce 1926 byl habilitován a vedl chirurgické oddělení na Státním stomatologickém ústavu.
Podnikl řadu studijních cest, navštěvoval pracoviště stomatologů mj. v Berlíně nebo Hamburku.

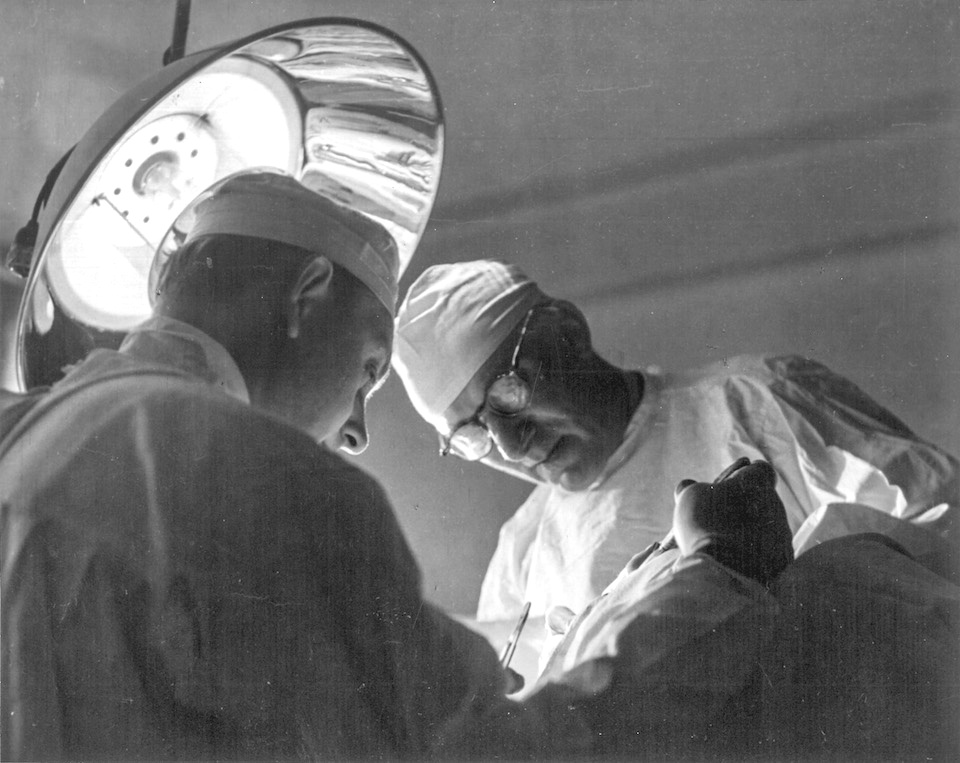
na operačním sále Stomatologické kliniky v Praze

V květnu 1945 spolu s dalšími „obsadil“ bývalou německou zubní kliniku ve Štěpánské ulici a založil II. stomatologickou kliniku lékařské fakulty v Praze, byl jmenován profesorem a přednostou kliniky, kde působil až do své smrti.

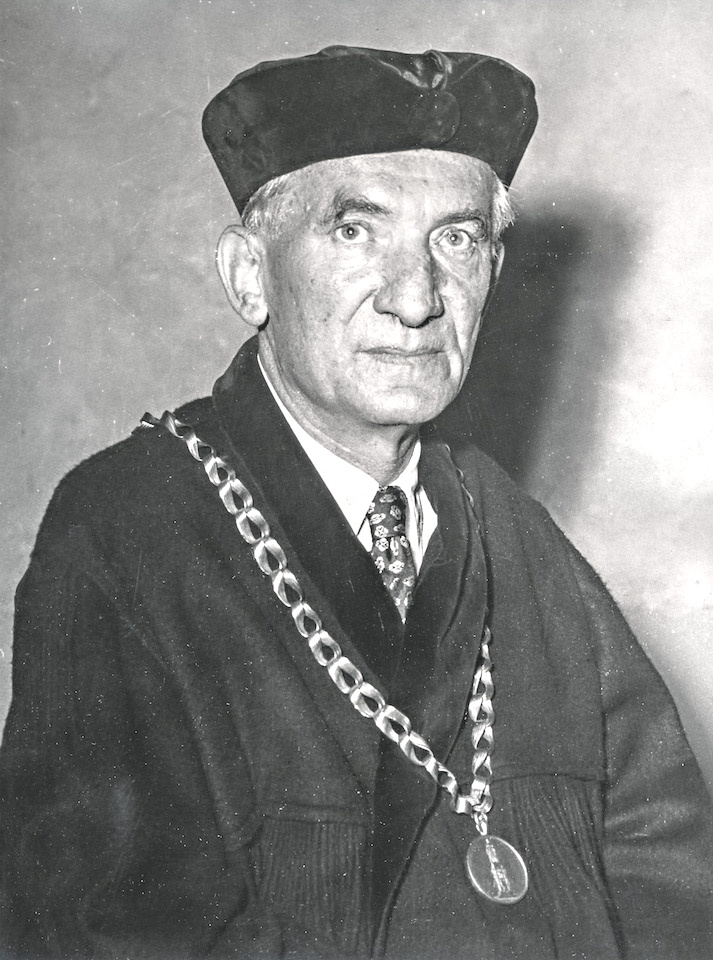
František Neuwirth, UK Praha

„Vědecká činnost profesora Neuwirtha se zaměřila na otázky ošetření zubní dřeně, jeho výsledky vyvrátily mylně tradovanou představu, že otevřená pulpa je ztracený orgán. Dále se zabýval otázkami patogeneze zubního kazu a spolu s histologem profesorem Wolfem sledovali účast sliny na remineralizaci skloviny. Jeho experimentální a klinické studie se týkaly i otázek chirurgických. Přínosné byly jeho práce o replantacích zubů.“

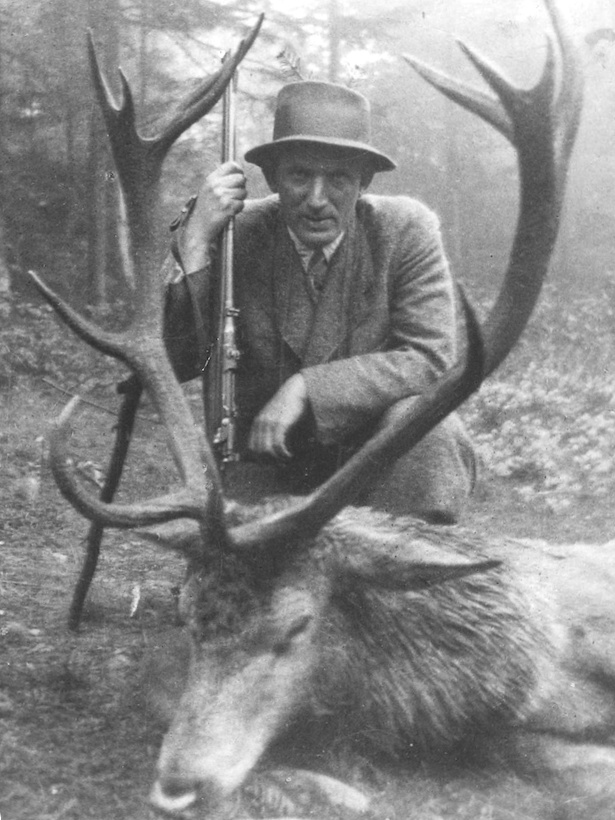
na lovu v Brdech

Z venkovské Moravy si přinesl lásku k přírodě, byl myslivcem i rybářem a měl hluboké znalosti botanické. Jeden z jeho spolupracovníků, docent Sovadina, ho charakterizuje těmito slovy:
„Originální a intuitivní vědecký pracovník, talentovaný a pilný pisatel. Zdravotník preventivního zaměření, stomatolog široké koncepce, vynikající oblíbený pedagog.“
MUDr. Charvát a doc. Hubálková, stomatologové, píší v Časopise České stomatologické komory v září 2019:
„Profesorem Neuwirtem navržená koncepce výuky stomatologie jako jednoho z oborů medicíny, který by těsně spolupracoval s ostatními obory všeobecného lékařství, se dnes ukazuje jako správná. Byl to právě profesor Neuwirt, který zdůrazňoval, že zubní lékař musí mít základní znalosti všeobecné medicíny. Jeho myšlenku získat tyto znalosti ze všech medicínských oborů všeobecného lékařství již během studia zubního lékařství dále zdůrazňovali a podporovali i další profesoři jako František Kostečka (přednosta I. Stomatologické kliniky), Miroslav Škach (zakladatel moderní parodontologie) a Vladislav Borovanský, František Urban, Josef Švejda, Jaroslav Toman, Andrej Edlan (ústní, čelistní a obličejová chirurgie), Miloslav Sovadina (dentoalveolární chirurgie a všeobecná stomatologická erudice), Jarmil Kostlán, Vratislav Bažant (konzervační zubní lékařství), Herman Šikl (patologická anatomie), Jaroslav Komínek, Eva Rozkovcová (dětská stomatologie), Josef Hořejš (rentgenologie) a docenti Miloš Voldřich, Ladislav Dombrady (protetické zubní lékařství), Miroslav Adam, František Dibelka (ortodoncie).“
Profesor Křečan v červenci 1955 vzpomíná na své první setkání s Františkem Neuwirthem:
„Prof. Jesenský Tě pověřil, abys se mnou pohovořil o mých pracovních plánech. Přicházel jsem do prostředí přece jen trochu změněného a byl jsem přirozeně trochu rozrušen. Ale Tvůj úsměv, Tvoje laskavá slova, způsob Tvého jednání okamžitě všechno moje napětí zlomily. Naše rozmluva nebyla dlouhá, ale dala mi velmi mnoho podnětů k přemýšlení. Tehdy jsem Tě poprvé poznal blíže a od té chvíle jsem si Tě nesmírně vážil a měl Tě upřímně rád. To bylo před více než třiceti lety.“
Neuwirthův kolega, profesor neurologie Henner, ho při oslavě šedesátin ocenil jako vědce, lékaře a organizátora, který se s důvěrou a optimismem může zahledět do úspěšné perspektivy dalších desetiletí.
František Neuwirth ale nečekaně zemřel na svém venkovském sídle v Dobřívě na Rokycansku 15. srpna 1957 ve věku 62 let.

### Rodina
S ženou Růženou, roz. Cívkovou, měli dvě děti. Dcera Hana, provdaná Kovaříková, byla historičkou na Karlově univerzitě, syn Jan Neuwirt (1927–1993) profesorem hematologie na Lékařské fakultě Karlovy univerzity a ředitelem Ústavu hematologie a krevní transfuze v Praze.
Bratr Karel Neuwirth byl profesorem urologie na Masarykově univerzitě.

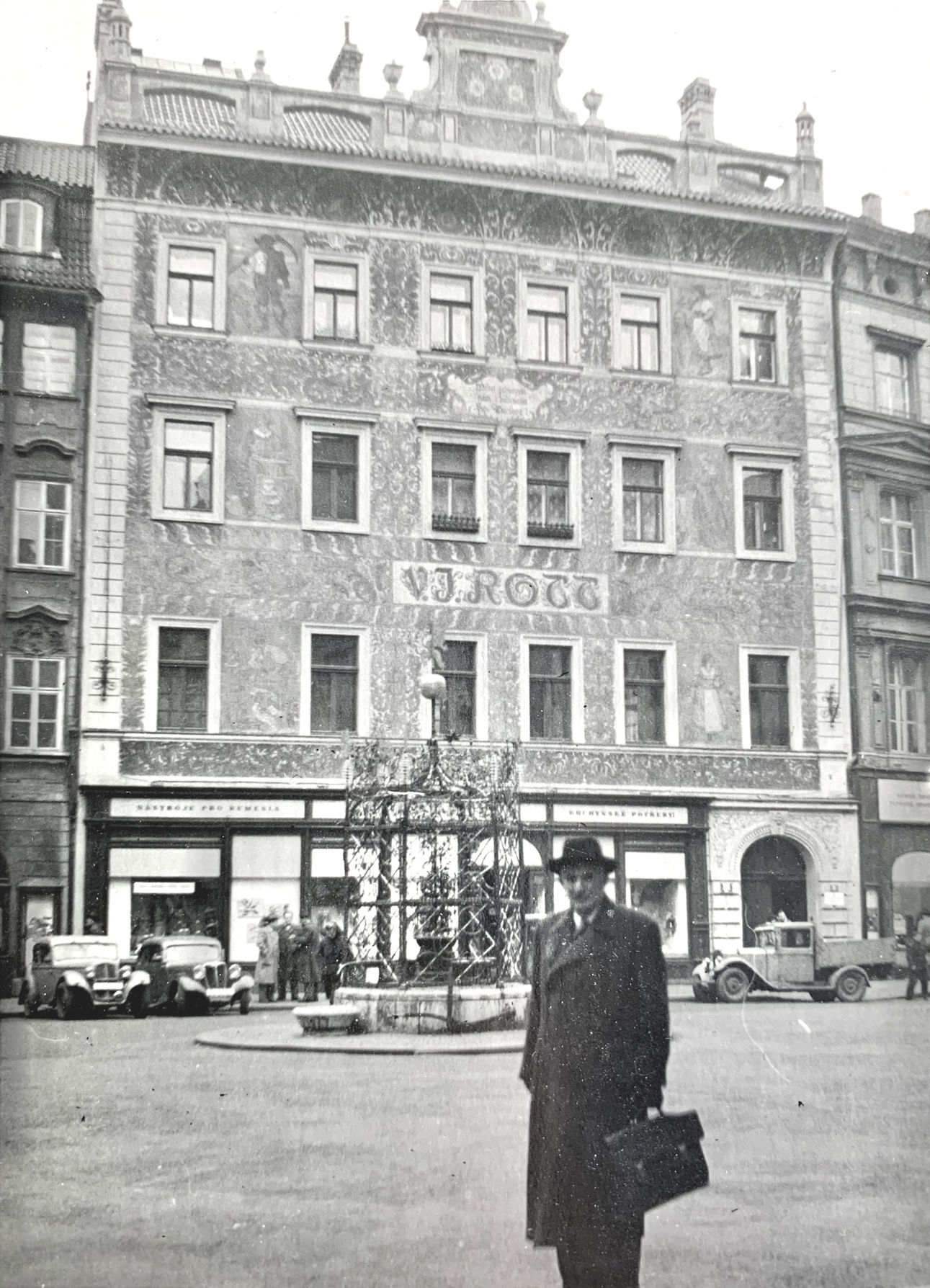
na Rynečku v Praze, před hlavním domem svých příbuzných, praxi měl v jejich rohovém domě vpravo

Jejich sestra Rosalie byla ženou Vladimíra Jiřího Rotta. František Neuwirt měl svou soukromou ordinaci v jednom z jejich firemních domů na rohu Malého náměstí a Linhartské ulice. Byl také často hostem na jejich „Čtvrtcích u Rottů“, kde se scházela pražská a mezinárodní společnost.
S rodinou žil v Holečkově 48 na Smíchově, bývalém viničním domku ze 16. století, přestavěném a rozšířeném v předminulém století (U modrého hroznu), který nechal upravit na rodinou „rezidenci“, za jeho života s velkou zahradou, spodní částí bývalých vinic na jižním svahu Petřína.

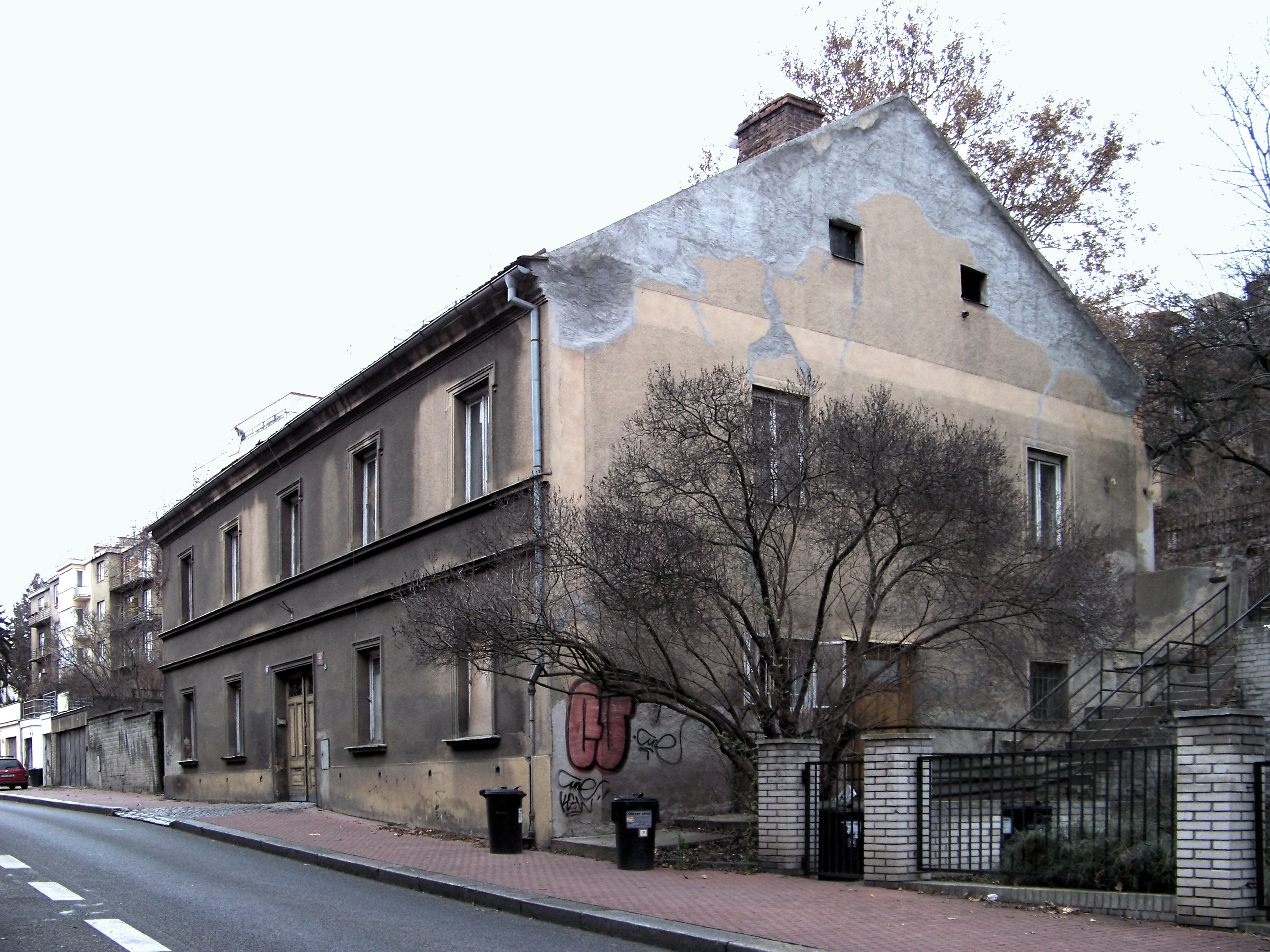
již zchátralá rodinná usedlost U modrého hroznu na Smíchově, Holečkova 48 (podzim 2011)